# Stade Ben M'Hamed El Abdi
Le Stade Ben M’Hamed El Abdi (en arabe : ملعب بن محمد العبدي), plus couramment abrégé en stade El Abdi (en arabe : ملعب العبدي), est un stade de football situé dans la ville d'El Jadida au Maroc. C'est l'enceinte du club local de la ville : Difaâ d'El Jadida. Il a été nommé en hommage à Ben M'Hamed El Abdi, joueur emblématique du club de la ville.

## Origine du nom
Mohammed Rochdi (en arabe : محمد رشدي), plus connu sous le nom de Ben M’hamed El Abdi (en arabe : بن محمد العبدي) (né en 1936 à Mazagan, l’actuelle El Jadida, et mort le 4 septembre 1981), est un joueur de football marocain qui a évolué au poste de gardien de but au Difaâ Hassani d'El Jadida pendant la majeure partie de sa carrière.
Surnommé l’oiseau du Maroc, il a commencé à défendre les couleurs du Sporting Club de Mazagan en 1951. À la suite de la dissolution du S.C.M., il a fini par rejoindre le Difaâ Hassani d'El Jadida en 1956 (année de sa fondation), issu de la fusion entre son ancien club et le Hassania de la Médina. Celui qui a côtoyé Larbi Ben Barek et Just Fontaine en défendant les couleurs de l'équipe nationale du Maroc junior était un acteur important de la remontée du club en première division dans les années 1960. De son vivant, le stade qui porte désormais son nom se nommait Stade Archambault. Ce n'est qu'à sa mort qu'il a été baptisé Stade Ben M'Hamed El Abdi en son hommage.

## Matchs mémorables
- Juillet 2008 : Tournoi Morocco Summer Cup
- 15 novembre 2023: Éthiopie 0-0 Sierre Leone dans le cadre des éliminatoires pour la Coupe du Monde 2026
- 21 novembre 2023: Éthiopie 0-3 Burkina Faso dans le cadre des éliminatoires pour la Coupe du Monde 2026
- 13 janvier 2024: Maroc féminine U20 2-0 Éthiopie féminine U20. Match marquant la première qualification de l'équipe nationale féminine du Maroc U20 à une Coupe du monde.